# Туркестанский 20-й стрелковый полк
20-й туркестанский стрелковый полк
Полковой праздник — 6 августа
Старшинство по состоянию на 1914: 3 октября 1798

## История
Полк составился из двух отдельных батальонов  20 февраля 1910 г.

20 февраля 1910 г.  сформирован 20-й туркестанский стрелковый полк в составе двух батальонов.

в 1915 полк развернут в четырёхбатальонный состав

## 1-й батальон полка
1-м батальоном полка стал 2-й западно-сибирский стрелковый батальон.
история батальона
3 октября 1798 сформирован в Иркутске как 2-й батальон гарнизонного полка генерал-лейтенанта Леццано

(с 22 июля 1801  Иркутский гарнизонный полк).

16 июня 1799 батальон получил 5 знамён из числа пожалованных гарнизонному полку генерал-лейтенанта Леццано (по числу имевшихся в полку рот).

5 июня 1800 получил 5 новых знамён из числа пожалованных Сибирской инспекции гарнизонному полку генерал-лейтенанта Леццано. Прежние сданы в арсенал.

21 марта 1802  3 знамени у батальона отобраны и сданы в арсенал. В батальоне осталось 2 знамени.

в 1810 переведён в Омск и

26 августа 1810 перечислен в Омский гарнизонный полк в качестве 3-го батальона.

25 июня 1821 одно из знамён у батальона отобрано и сдано в арсенал. В батальоне осталось 1 знамя, из числа пожалованных 5 июня 1800.

19 апреля 1829 Омский гарнизонный полк был разделён на отдельные батальоны, 

батальон назван Сибирский линейный батальон № 6

с 18 марта 1865 6-й сибирский линейный батальон

с 6 августа 1865 6-й западно-сибирский линейный батальон

с 13 июля 1867 12-й туркестанский линейный батальон

с 1882 6-й западно-сибирский линейный батальон

с 16 сентября 1895 2-й западно-сибирский линейный батальон

с 20 июня 1900 2-й западно-сибирский стрелковый батальон.

с 1810 непрерывно участвовал вначале в оборонительных, а потом и в наступательных действиях Российской Империи в Средней Азии.
знаки отличия батальона при поступлении в полк
- юбилейное простое знамя «1798 — 1898» с юбилейной александровской лентой

## 2-й батальон полка
2-м батальоном полка стал  4-й Западно-сибирский стрелковый батальон
история батальона
9 февраля 1869 сформирован Верненский губернский батальон № 70 для внутренней службы в Семиреченской области

с 26 августа 1874 Верненский местный батальон

в 1882 году переформирован в 7-й западно-сибирский линейный батальон

с 16 сентября 1895 4-й западно-сибирский линейный батальон

с 20 июня 1900 4-й западно-сибирский стрелковый батальон.

знаки отличия батальона при поступлении в полк. 
- простое знамя без надписи, пожалованное 6 мая 1897 года

## 3 и 4-й батальоны полка
сформированы в 1914 и 1915 гг, знаков отличия не имели

## Знаки отличия полка к 1914
- юбилейное простое знамя «1798 — 1898» с юбилейной александровской лентой (2-го Западно-сибирского стрелкового батальона)

## Георгиевские кавалеры
- Демченко Федор Сергеевич, Георгиевский крест IV-й степени (Солдатский) №802326, уроженец с. Кульчук, Кунанской волости, Евпаторийского уезда Таврической губернии, крестьянин, призван в 1915 году.

## Командиры полка
- 20.07.1910 — 11.04.1911 — полковник Божков, Диомид Дементьевич
- 05.06.1914 — 19.07.1916 — полковник Джалюк, Иван Павлович
- 1917 — 1918 — младший унтер-офицер Кутяков, Иван Семёнович (выборный командир и комиссар)